# Александер Прасс
Александер Прасс (нім. Alexander Prass; нар. 26 травня 2001) — австрійський футболіст, півзахисник німецького клубу «Гоффенгайм 1899» та національної збірної Австрії.
Виступав, зокрема, за клуб «Ліферінг» та молодіжну збірну Австрії.

## Ігрова кар'єра
Народився 26 травня 2001 року. Вихованець юнацьких команд футбольних клубів ЛАСК (Лінц), «Юніорс» та «Ред Булл».
У дорослому футболі дебютував 2019 року виступами за команду «Ліферінг», в якій провів два сезони, взявши участь у 59 матчах чемпіонату.  Більшість часу, проведеного у складі «Ліферінга», був основним гравцем команди.
До складу клубу «Штурм» (Грац) приєднався 2021 року. Станом на 19 лютого 2023 року відіграв за команду з Граца 46 матчів в національному чемпіонаті.

## Титули і досягнення
- Володар Кубка Австрії (2):

«Штурм»: 2022-23, 2023-24
- Чемпіон Австрії (1):

«Штурм»: 2023-24